# Fulvalen
Fulvalen ist eine chemische Verbindung aus der Gruppe der Cycloalkene. Formal besteht sie aus zwei Cyclopentadienringen, die über eine Doppelbindung miteinander verknüpft sind. Fulvalen ist isomer zu Naphthalin und Azulen.

## Darstellung
Der erste Syntheseversuch von Fulvalen durch oxidative Kupplung von Cyclopentadienylsalzen mit Eisen(III)-chlorid führte zur Entdeckung von Ferrocen.
Fulvalen kann aus der Umsetzung von Cyclopentadien mit Butyllithium hergestellt werden. Intermediär wird ein Cyclopentadienylradikal gebildet, das dimerisiert. Dieses wird dann durch Sauerstoff zu Fulvalen oxidiert.

## Eigenschaften
Fulvalen ist eine orange Flüssigkeit. Die Verbindung ist instabil und dimerisiert leicht: Neben der Diels-Alder-Reaktion, die analog zur Dimerisierung des Cyclopentadiens verläuft, geht sie auch [2+2]-Cycloadditionen ein. Relativ stabil ist das elektronenarme Perchlorfulvalen (C10Cl8). Tetrathiafulvalen (C6H4S4) ist ein organischer Halbleiter.